# Isabel de França, Condessa de Vertus
Isabel de França (em francês:  Isabelle de France; Castelo de Bois-de-Vincennes, 1 de outubro de 1348 — Pavia, 11 de setembro de 1372) foi uma princesa da França por nascimento. Ela foi condessa de Vertus em direito próprio, e a primeira esposa de João Galeácio Visconti.

## Família
Isabel foi a sétima filha, décima primeira e e última criança nascida do rei João II de França e de Bona de Luxemburgo.
Os seus avós paternos foram Filipe VI de França e Joana de Borgonha. Os seus avós maternos foram João da Boêmia e Isabel da Boêmia.
Isabel teve dez irmãos, entre eles: o rei Carlos V de França, marido de Joana de Bourbon; Luís I, Duque de Anjou, marido de Maria de Blois; o duque João de Berry, casado primeiro com Joana de Armagnac, e depois com Joana II de Auvérnia; o duque Filipe II da Borgonha, conhecido como "o Audaz", marido de Margarida III da Flandres; Joana, rainha de Navarra como consorte de Carlos II de Navarra; Maria, esposa do duque Roberto I de Bar, etc.

## Biografia

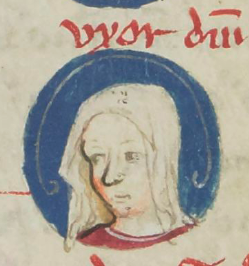
Ilustração da princesa na sua árvore genealógica.

O casamento da princesa com João Galéacio Visconti, filho de Galeácio II Visconti, senhor de Milão e de Branca de Saboia, foi arranjado pelo tio materno de Visconti, o conde Amadeu VI de Saboia, irmão de Branca. O seu dote foi o condado de Sommières, mais tarde trocado pelo condado de Vertus. Como era comum na época, o casamento foi negociado por motivos políticos, tendo a noiva 13 anos, e o noivo apenas 10.
Em 8 em outubro 1360, Isabel e João Galeácio se casaram em Milão. Eles tiveram quatro filhos, três meninos e uma menina. Segundo o cronista Giovanni de Musso em seu livro Chronicon Placentinum, os três meninos morreram todos dentro de sete ou oito anos da morte da mãe.
Em abril de 1361, Isabel foi declarada condessa de Vertus.
Após o casamento, a condessa levou consigo a sua coleção de livros franceses para Milão. Já sua filha, Valentina, a única sobrevivente de seus filhos, levou consigo doze livros italianos para a França quando se casou naquele país.
Isabel faleceu no parto de seu quarto filho, em 11 de setembro de 1372, com apenas 23 anos de idade,e foi sepultada na Igreja de São Francisco, em Pávia, mesmo local de enterro de seus três filhos.
O seu viúvo, que se tornou duque de Milão em 1385, casou-se com a prima Catarina Visconti, e teve mais filhos.

## Descendencia
- João Galeácio Visconti (m. 1376)
- Azzone Visconti (1366 – 4 de outubro de 1381), não se casou e nem teve filhos;
- Valentina Visconti (1371 – 14 dezembro de 1408), foi casada com o primo Luís de Valois, Duque de Orleães, filho do irmão da mãe, o rei Carlos V de França. Também recebeu o condado de Vertus como o seu dote, além de Asti. Teve quatro filhos, entre eles Carlos, Duque de Orleães, pai do rei Luís XII de França, e João, Conde de Angolema, avô de Margarida de Angolema, rainha de Navarra e do rei Francisco I de França;
- Carlos Visconti (11 de setembro de 1372 – 1373)